# Indibilis
Indibilis († 205 v. Chr.) war ein Häuptling des antiken iberischen Volkes der Ilergeten. Im von Hannibal gegen Rom geführten Zweiten Punischen Krieg kämpfte Indibilis in Spanien zunächst auf Seiten der Karthager und spielte dabei eine bedeutende Rolle. 209 v. Chr. ging er zu den Römern über. Nach der Vertreibung der Karthager aus Spanien (206 v. Chr.) versuchte er sich auch von der neu etablierten römischen Vorherrschaft auf der Iberischen Halbinsel unabhängig zu machen, fiel aber im nächsten Jahr in einer gegen ein römisches Heer geführten Feldschlacht.

## Leben
Der hier behandelte Führer der Ilergeten wird vom römischen Geschichtsschreiber Titus Livius meist Indibilis genannt, ebenso von Appian und Zonaras, vom griechischen Historiker Polybios hingegen Andobales (altgriechisch Ἀνδοβάλης). Schließlich führt der griechisch-sizilische Historiker Diodor Indibilis unter der Namensform Indibeles (altgriechisch Ἰνδιβέλης) bzw. der kaiserzeitliche Geschichtsschreiber Cassius Dio als Indibolis (altgriechisch Ἰνδίβολις). Die beiden Hauptquellen zum Leben des Indibilis stellen der (vom 6. Buch seines Geschichtswerks an allerdings nur in z. T. großen Fragmenten erhaltene) Polybios sowie der (in der hier interessierenden dritten Dekade seiner historischen Schrift vollständig erhaltene) Livius dar.
Zur Zeit des Zweiten Punischen Krieges war Indibilis der Häuptling des ungefähr in der heutigen Provinz Huesca ansässigen Volks der Ilergeten, doch befanden sich auch Nachbarstämme in seiner Einflusssphäre. Auch sein Bruder Mandonius erscheint in den Quellen als wichtige Führungspersönlichkeit. Indibilis stand beim Ausbruch der Feindseligkeiten zwischen Karthago und Rom unter der Oberherrschaft der erstgenannten Macht und war deren Verbündeter. Noch im ersten Jahr des Hannibalkrieges (218 v. Chr.) wurde er gemeinsam mit dem karthagischen Befehlshaber Hanno in der Schlacht von Cissa vom in Spanien gelandeten römischen Feldherrn Gnaeus Cornelius Scipio Calvus besiegt und geriet in dessen Gefangenschaft.  Bald wurde er aber wieder in Freiheit gesetzt. Livius’ Bericht, dass Indibilis trotzdem gemeinsam mit seinem Bruder Mandonius bereits 217 v. Chr. wieder Auseinandersetzungen mit den Römern durch Einfall in Territorien von deren Alliierten provozierte, jedoch geschlagen wurde, dürfte mangels Bestätigung durch den Parallelbericht des glaubwürdigeren Polybios nicht zutreffen.
211 v. Chr. trug Indibilis maßgeblich zum Untergang des Publius Cornelius Scipio bei. Von numidischen Reitern Massinissas beunruhigt, suchte Scipio seinen Gegner in einem Nachtmarsch abzuhängen und gleichzeitig den ihm an der Spitze von 7500 Suessetanern entgegenziehenden Indibilis anzugreifen. Nachdem der römische Feldherr mit Indibilis zusammengestoßen war, trafen zuerst auch die Streitkräfte Massinissas und dann jene der punischen Kommandanten Mago, des jüngsten Bruder Hannibals, und Hasdrubal (Sohn eines Gisgo), am Schlachtfeld ein. Zwischen diesen Heeren wurden die Römer aufgerieben und auch ihr Anführer fiel. Bald darauf fand auch Publius’ Bruder Gnaeus Cornelius Scipio Calvus im Kampf gegen die Karthager den Tod.
Als Belohnung für seine Treue und bedeutende Unterstützung durfte Indibilis wieder als von Karthago unabhängiger Häuptling seines Stamms auftreten. Aufgrund des hochmütigen Benehmens von Hasdrubal, dem Sohn Gisgos, entfremdete er sich aber kurz danach von den Puniern. Hasdrubal erlegte ihm nämlich die Zahlung eines großen Geldbetrags auf und verlangte ferner die Stellung von Indibilis’ Töchtern und Mandonius’ Gattin als Geiseln, welche die Loyalität der Ilergeten garantieren sollten. Die genannten Familienangehörigen des Indibilis und seines Bruders wurden in Carthago Nova gefangen gehalten. Sie fielen 210 v. Chr. dem nun das Oberkommando über die römischen Truppen auf der Iberischen Halbinsel führenden Publius Cornelius Scipio Africanus in die Hände, als es diesem gelang, Carthago Nova zu erobern. Er behandelte die von ihm befreiten Geiseln mit großem Zuvorkommen.
Angeblich wegen dieser hochherzigen Tat fielen Indibilis und Mandonius von den Puniern ab, schlossen 209 v. Chr. (so Livius) oder 208 v. Chr. ein Bündnis mit Scipio, als sich dieser zum Kampf gegen Hannibals Bruder Hasbrubal aufmachte, und erhielten dafür ihre weiblichen Angehörigen zurück. Danach erlitt Hasdrubal in der Schlacht bei Baecula eine Niederlage gegen Scipio. Als der römische Heerführer daraufhin von den mit ihm verbündeten iberischen Fürsten, darunter auch Indibilis, als „König“ gehuldigt wurde, wies er diese Titulierung mit Rücksicht auf die Aversion der römischen Republik gegen die monarchische Staatsform zurück. Indibilis seinerseits erhielt von Scipio reiche Geschenke und wurde wohl als König anerkannt.
In bis 206 v. Chr. dauernden Kämpfen gelang es Scipio, die Karthager gänzlich aus Spanien zu vertreiben. Indibilis wünschte aber seine vollkommene Unabhängigkeit zu etablieren und sich von der nunmehrigen römischen Hegemonie zu befreien. Noch 206 v. Chr. unternahm er gemeinsam mit benachbarten Keltiberern einen diesbezüglichen Erhebungsversuch, als Scipio schwer erkrankt war und dessen eigene Männer im Lager bei Sucro meuterten. Als Scipio seine Gesundheit wiedererlangt und den Aufstand seiner Soldaten niedergeschlagen hatte, wollte er auch den Abfall der Iberer nicht ungestraft lassen. Er marschierte gegen Indibilis und Mandonius, errang über diese in einer Schlacht einen Sieg, musste aber auch selbst größere Verluste hinnehmen. Mandonius begab sich ins römische Lager und bat um eine Aussöhnung, die Scipio gewährte. Indibilis wurde in seiner Machtstellung belassen und musste nur einen Straftribut zahlen.
Nachdem Scipio im nächsten Jahr, 205 v. Chr., die Iberische Halbinsel verlassen hatte, probte Indibilis erneut den Aufstand gegen die Römer. Er hob aus seinem Volk und benachbarten Stämmen eine stattliche Streitmacht aus, die 30.000 Infanteristen und 4000 Kavalleristen umfasst haben soll, und kämpfte gegen die gegen ihn ziehenden Nachfolger Scipios, Lucius Cornelius Lentulus und Lucius Manlius Acidinus. Die Schlacht verlief für Indibilis wieder ungünstig; er musste eine Niederlage einstecken und verlor tapfer kämpfend sein Leben. Mandonius konnte mit den Resten seines Heeres entkommen, wurde aber bald den Römern ausgeliefert und von diesen hingerichtet. Die besiegten iberischen Stämme fielen nun unter römische Oberhoheit.